# Arrondissement de Niaguis
L'arrondissement de Niaguis est un arrondissement du Sénégal, situé dans le département de Ziguinchor, une subdivision de la région de Ziguinchor dans la région historique de Casamance dans le sud du pays.
Il est situé à l'ouest du département de Ziguinchor et est composé de 3 communautés rurales.

## Communautés rurales
| CR de Adéane | CR de Niaguis |
| --- | --- |
| 9 villages - Adéane - Agnack Grand - Agnack Petit - Baghagha - Bissine - Diagnon - Koundioundou - Sindone - Tambacoumba | 13 villages - Baraf - Boucotte Mancagne - Boulome - Boutoute - Djibélor - Djifanghor - Fanda - Gouraf - Mandina Mancagne - Mandina Manjaque - Niaguis - Sône - Soucouta |

| CR de Boutoupa-Camaracounda |
| --- |
| 24 villages - Baraka Bounao - Baraka Pakao - Baraka Patata - Bidour ? - Bilasse - Bindialoum Bainounk - Bindialoum Manjacque - Boffa - Bourofaye Bainounk - Bourofaye Diola - Boussoloum - Boutoupa - Camaracounda - Guidel Bambadinka - Laty - Mawa - Mpack - Niabina - Niadiou - Niaféna - Poubosse - Pouboul ? - Samick - Sandiaba Manjacque - Tampe ? - Tendaba - Yabone |